# Brachycephalidae
Famille
Les Brachycephalidae sont une famille d'amphibiens. Elle a été créée par Albert Charles Lewis Günther (1830-1914) en 1858.

## Répartition
Les espèces de ses deux genres se rencontrent au Brésil et en Argentine.

## Liste des genres
Selon Amphibian Species of the World (19 novembre 2016) :
- Brachycephalus Fitzinger, 1826
- Ischnocnema Reinhardt & Lütken, 1862

## Étymologie
Le nom de cette famille vient du grec brachys, court, de kephale, la tête, en référence à l'aspect des espèces du genre Brachycephalus.

## Publication originale
- Günther, 1858 : On the Systematic Arrangement of th Tailless Batrachians and the Structure of Rhinophrynus dorsalis. Proceedings of the Zoological Society of London, vol. 26, p. 339-352 (texte intégral).